# Coreura eion
Coreura eion là một loài bướm đêm thuộc phân họ Arctiinae, họ Erebidae.